# August Vogel (Architekt)
August Vogel (* 6. Juli 1927 in Odenheim; † 13. Juli 2015) war ein deutscher Architekt.
August Vogel besuchte die Grundschule in Odenheim und von 1937 bis 1944 das humanistische Gymnasium in Bruchsal. Nach dem Kriegsdienst machte er 1946/47 zunächst eine Zimmermannslehre und begann dann ein Studium der Architektur am Staatstechnikum Karlsruhe, das er als Diplom-Ingenieur abschloss. 1951 wurde er Mitarbeiter des Erzbischöflichen Bauamts Heidelberg der Erzdiözese Freiburg und  war dann von 1961 bis zu seinem Ruhestand 1991 Leiter der Außenstelle Karlsruhe des Erzbischöflichen Bauamtes Heidelberg, zuletzt im Range eines Erzbischöflichen Baudirektors, und damit zuständig für die gesamten kirchlichen Bauten zwischen Bruchsal und Brühl.
Er war auch in der Kommunalpolitik aktiv, von 1975 bis 1999 war er für die CDU Mitglied des Karlsruher Gemeinderats. Ferner war er von 1967 bis 1986 Vorsitzender des Bürgervereins Waldstadt.
Er wurde mit dem Verdienstkreuz am Bande des Verdienstordens der Bundesrepublik Deutschland sowie mit der Verdienstmedaille des Landes Baden-Württemberg ausgezeichnet.

## Veröffentlichungen (Auswahl)
- 175 Jahre Pfarrkirche St. Stephan in Karlsruhe. In: Blick in die Geschichte. Karlsruher stadthistorische Beiträge 1989, Nr. 5, S. 1–2.
- Pfarrkirche St. Bonifatius in Karlsruhe. In: Konradsblatt 74, Nr. 28, 1990, 28, S. 24–26.
- In memoriam Herbert Kämper. In: Das Münster 57, 2004, S.  315.
- 90 Jahre Pfarrkirche St. Stephan, Karlsruhe, 200 Jahre Pfarrgemeinde St. Stephan, Karlsruhe. In: Badische Heimat 84, 2004, S. 317–321.